# Joachim Werner Höltich
Joachim Werner Höltich (geboren wohl um 1640, gestorben nach 1693) war ein deutscher Förster und Stifter.

## Werdegang und Stiftung

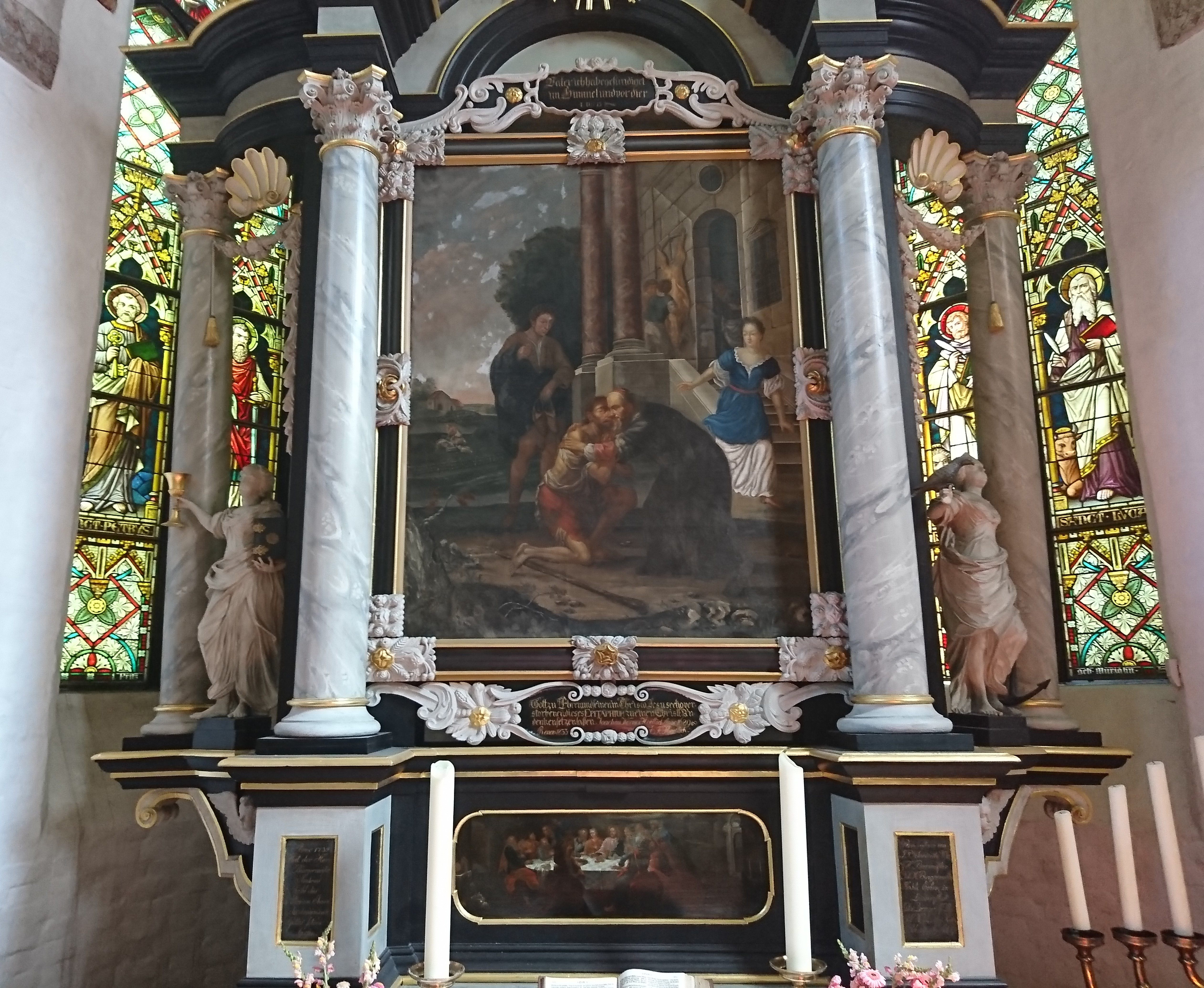
Heimkehr des verlorenen Sohnes – Gemäldeepitaph gestiftet von Joachim Werner Höltich 1689 an die St.-Nicolai-Kirche in Mölln

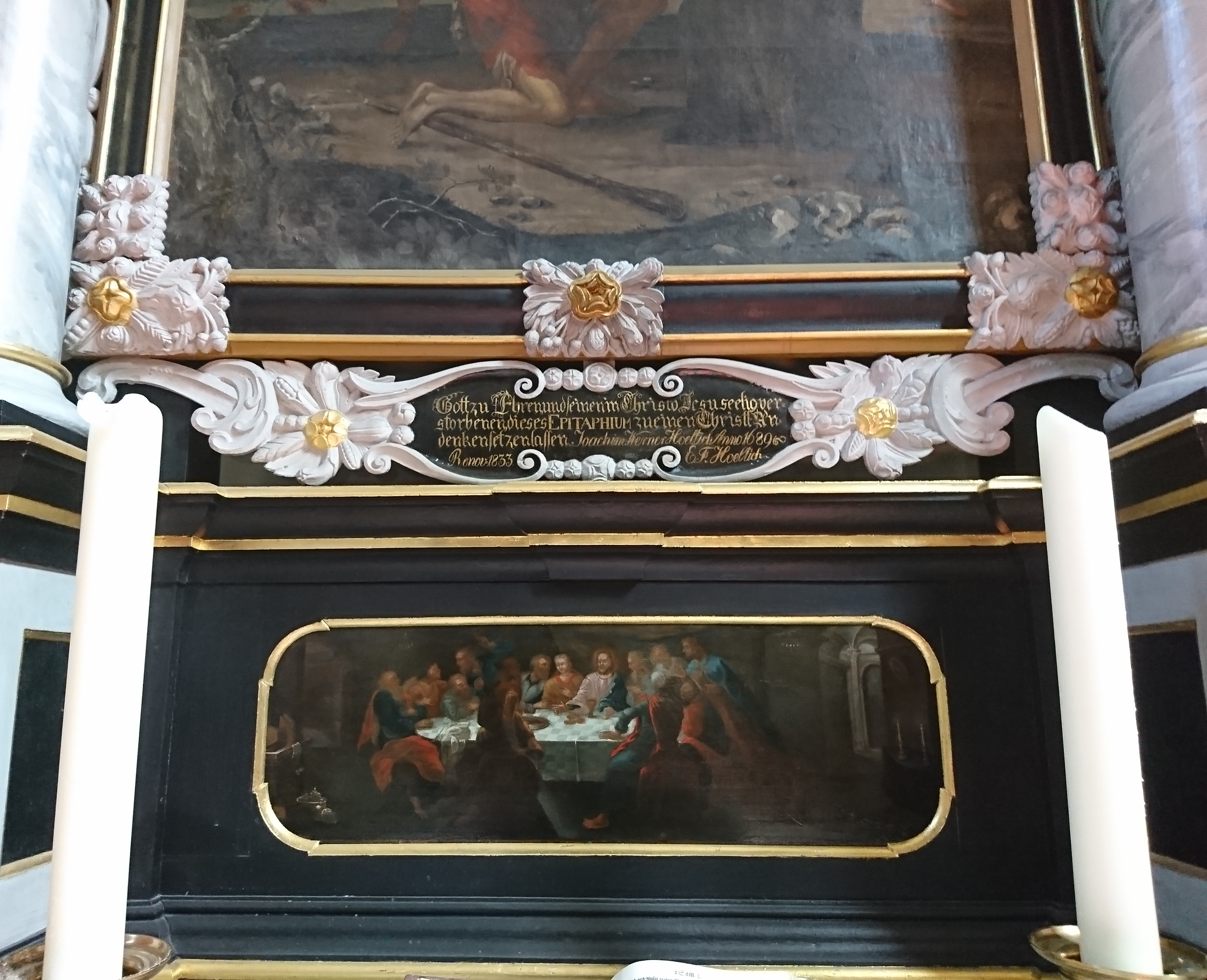
Inschrift unter dem Gemälde

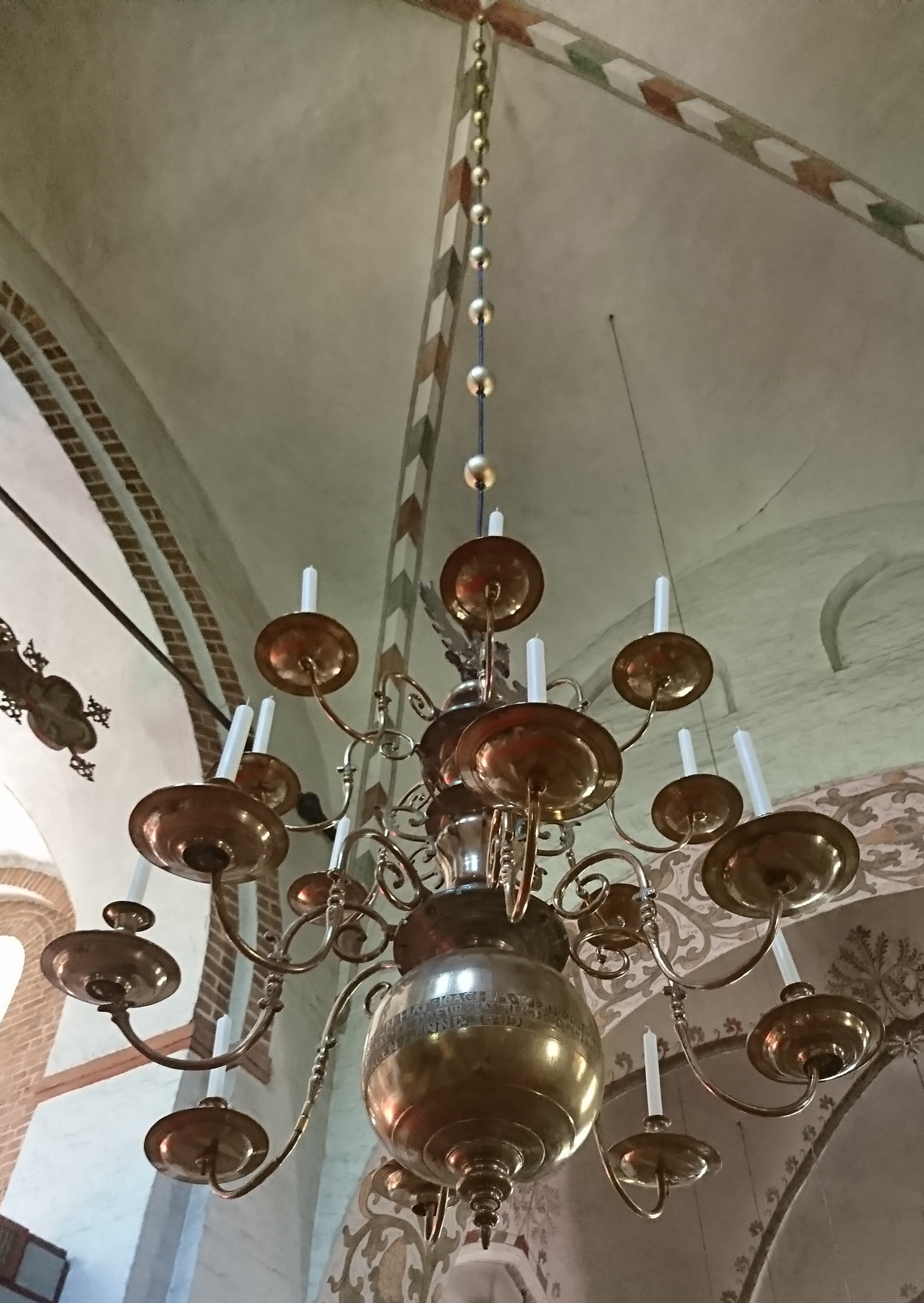
Der 1689 gestiftete Kerzenleuchter

Höltich war ein Sohn des Herzoglich Sachsen-Lauenburgischen Holzvogts (Forstmeisters) Ludolph Höltich († 1683 in Marienwohlde) aus Marienwohlde bei Mölln und dessen Frau Margarethe, geborene Garss (* 5. September 1625 in Bergedorf; † 1660). Seine Brüder waren Johann Adolph Höltich und Franz Heinrich Höltich, sein Halbbruder Christian Wilhelm Höltich.
Er studierte in Wittenberg. Sein Werk Episcopus Panarius erschien 1672. Danach wurde er in Marienwohlde, wo sein Vater Forstmeister war, Förster.
1689 stiftete er der St.-Nicolai-Kirche in Mölln den sechzehnarmigen Messingleuchter, der heute über den Mittelgang hängt. Teil der Stiftung war auch ein namhafter Betrag, von dem jährlich die Kerzen zu erneuern sind, und das Gemäldeepitaph Heimkehr des verlorenen Sohnes (Öl auf Leinwand, 174 × 221 cm). Die Inschrift im Holzrahmen besagt, dass er es seinen Verstorbenen habe setzen lassen. 1833 ließ es der Möllner Bürgermeister Eggert Friedrich Höltich (auch Hoeltich) restaurieren (laut Inschrift renoviert). Es hing an der Nordwand und wurde 1967 in den barocken Hochaltar von 1739 eingefügt. Von 1888 bis 1967 zierte stattdessen das 1888 von Johanna Dorothea Elisabeth Hoeltich gestiftete Gemälde von Mathilde Block, eine Kreuzigungsgruppe, den Altar. Es hängt heute auf der Rückseite des Altares, für Besucher nur mit Erlaubnis sichtbar, da der Zugang hinter den Altar sonst nicht erlaubt ist. 1998 oder 1999 wurden beide Bilder von einem Restaurator gereinigt.

## Familie
Joachim Werner Höltich heiratete am 16. Oktober 1682 in Mölln Anna Poppe (getauft am 17. Juli 1664 in Bergedorf), die Tochter von Joachim Poppe und Catharina Poppe, geborene Sellschop (auch Sellschopp). Dietrich Wilhelm Soltau und Carsten Wilhelm Soltau waren Großneffen 2. Grades von Anna Poppe. Hermann Wilhelm Soltau war ihr Urgroßneffe 2. Grades.
Höltich hatte mit seiner Frau Anna mindestens drei Kinder. Die Tochter Catharina Maria Höltich (getauft am 13. April 1685 in Mölln; † 8. September 1730 in Boizenburg) heiratete am 20. Juli 1714 in Mölln Peter Manecke (getauft 13. Mai 1678 in Boizenburg; † 7. April 1754 in Boizenburg), Bürgermeister in Boizenburg von 25. September 1741 bis 7. April 1754. Aus dieser Ehe gingen die Kinder Peter, Anna Sophia und Catharina Maria Manecke hervor.
Der Sohn von Anna und Joachim Werner Höltich, Ludolph Höltich (getauft 17. Juni 1689 in Mölln), schrieb sich an der Universität Jena am 28. September 1708 ein und am 31. Oktober 1722 an der Universität Wittenberg. Er war vom 18. Dezember 1741 bis zum 19. Oktober 1750 Bürgermeister in Boizenburg.
Ein weiterer Sohn, Joachim Heinrich Höltich (auch Jochim Hinrich), wurde am 29. März 1693 in St. Nicolai in Mölln getauft.